# Supermercado

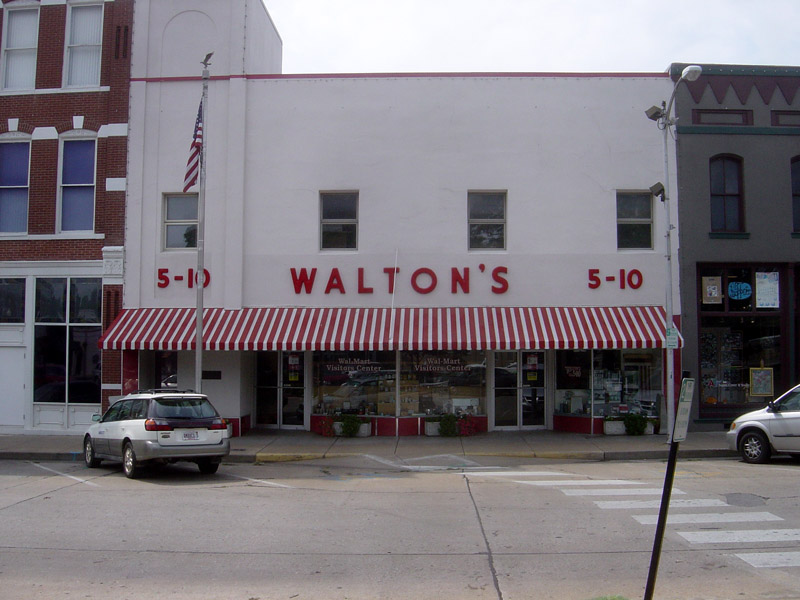
La tienda original de Walmart, la cadena de supermercados más grande del mundo.

Un supermercado (también llamado automercado o supermarket) es un establecimiento comercial de venta al por menor que ofrece bienes de consumo en sistema de autoservicio entre los que se encuentran alimentos, ropa, artículos de higiene, perfumería y limpieza. Estas tiendas pueden ser parte de una cadena, generalmente en forma de franquicia, que puede tener más sedes en la misma ciudad, estado, país. Los supermercados generalmente ofrecen productos a bajo precio. Para generar beneficios, los supermercados intentan contrarrestar el bajo margen de beneficio con un alto volumen de ventas.
Otras clases de tiendas de autoservicio como los hipermercados, venden también ropa y accesorios vehiculares como llantas.

## Historia

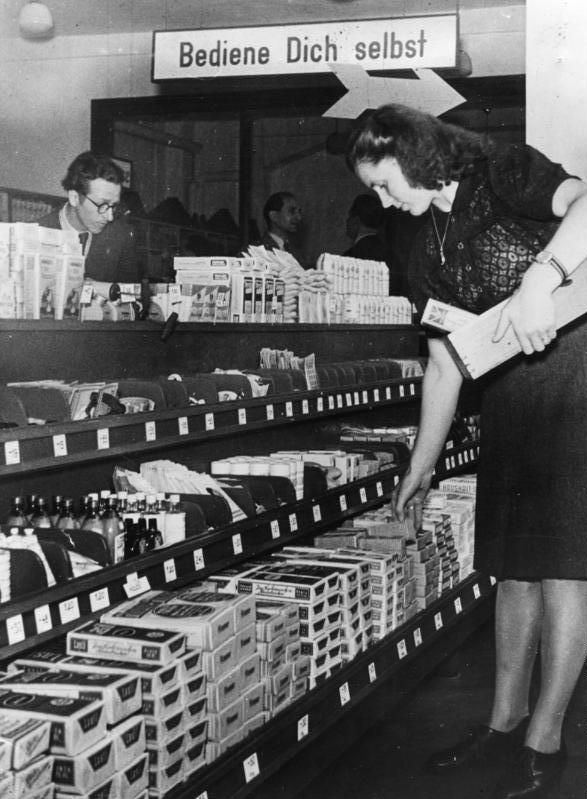
Bediene Dich selbst... (Sírvete tú mismo...). Primer supermercado de Alemania en 1949.

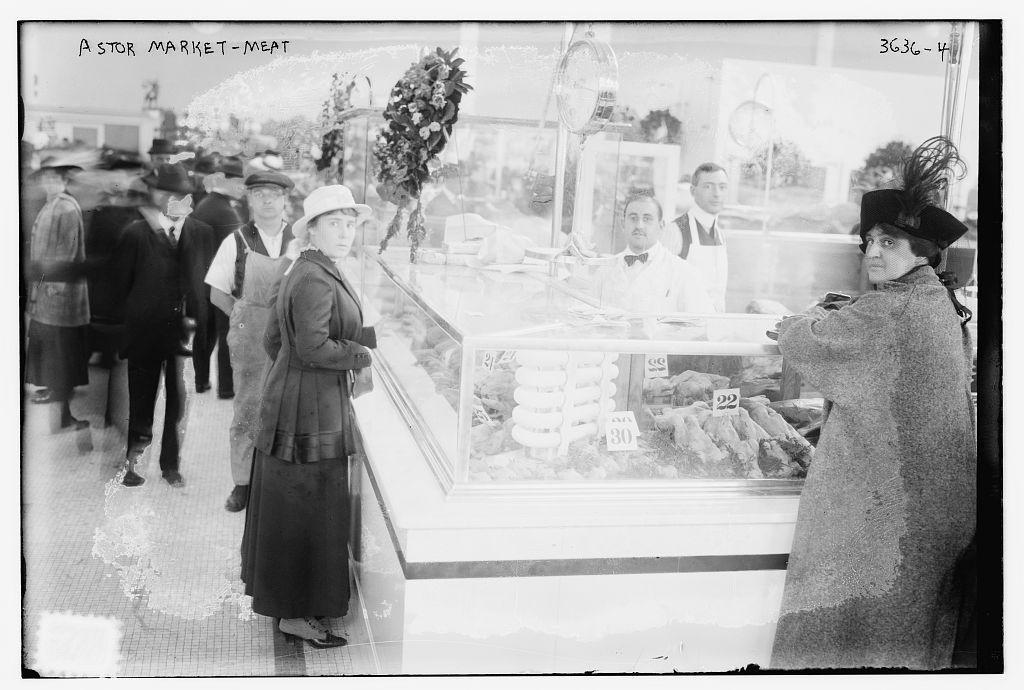
Astor Market en Nueva York, un predecesor del supermercado moderno, operó desde 1915 hasta 1917.

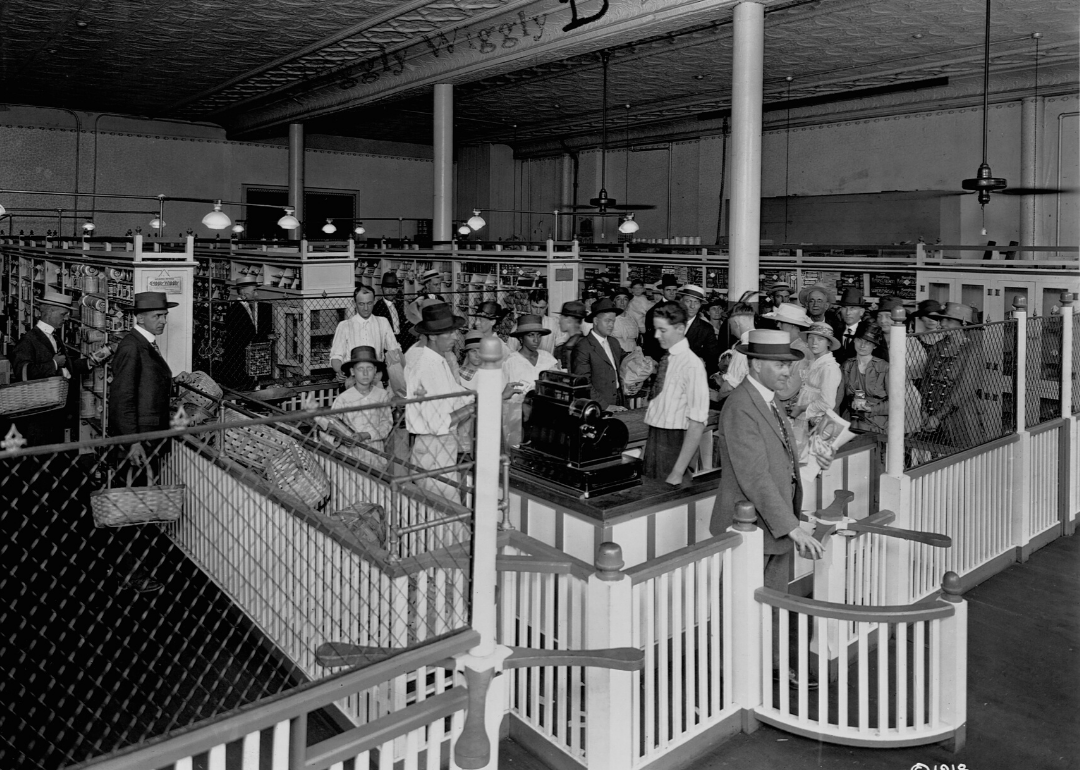
Piggly Wiggly en Memphis, Tennessee, el primer supermercado, 1918.

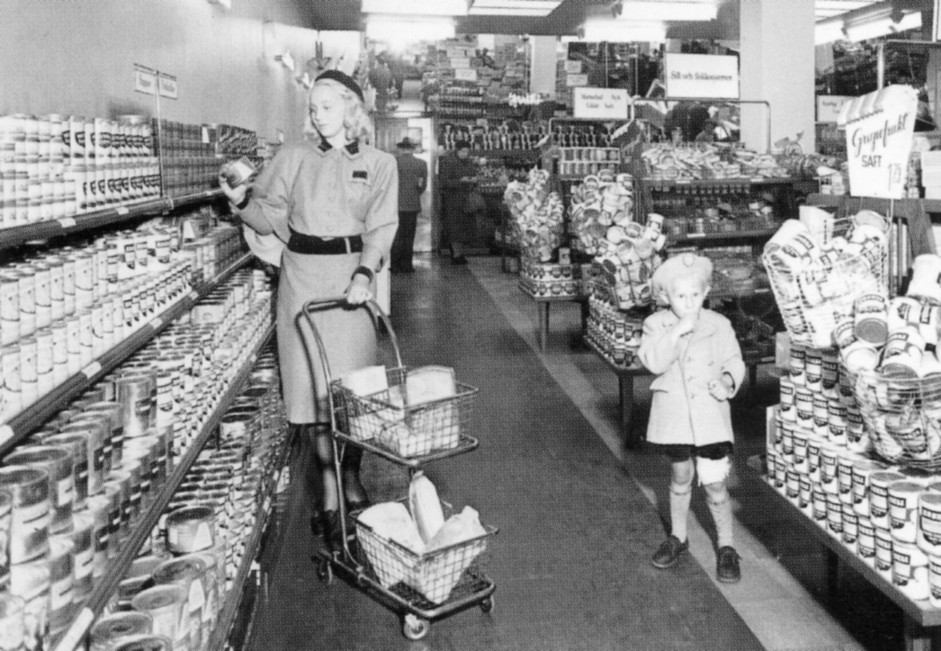
Un supermercado en Suecia, 1941.

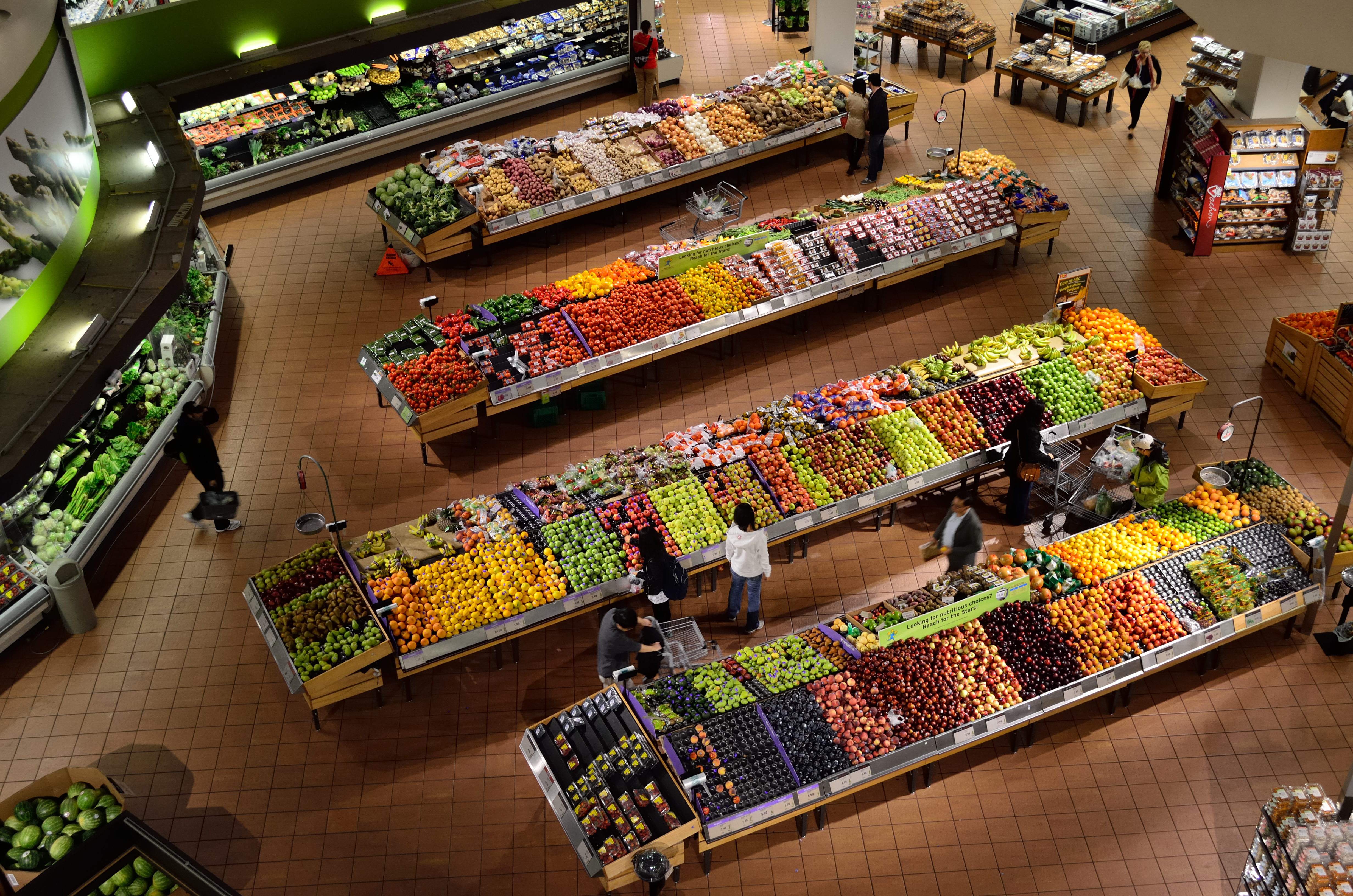
Consumidores comprando productos y fruta, 2012.

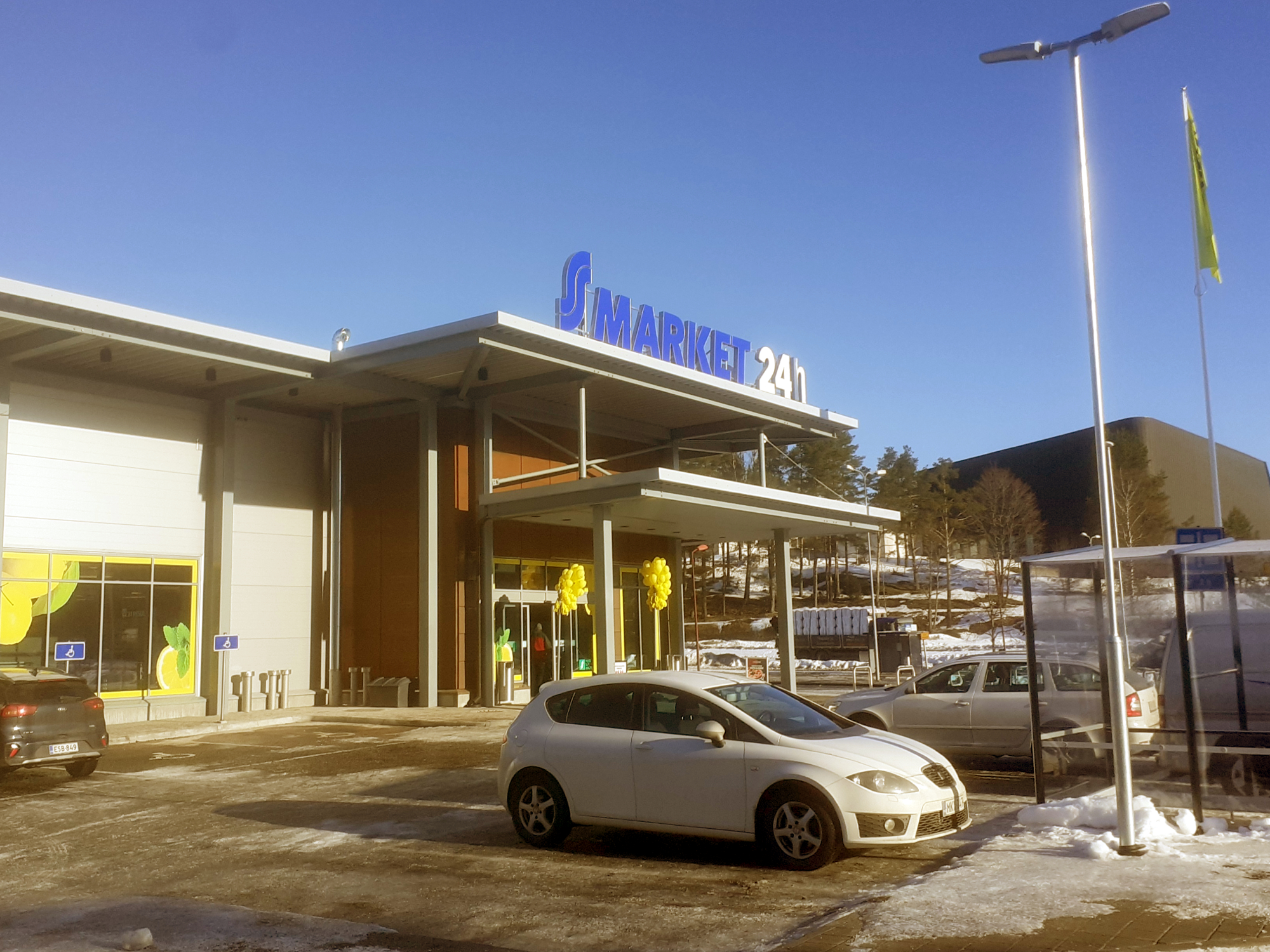
S-market tienda con servicio 24/7 en Klaukkala, Finlandia, 2022.

En los primeros tiempos de la venta al por menor, generalmente un asistente iba a buscar los productos a las estanterías detrás del mostrador del comerciante mientras los clientes esperaban frente al mostrador, indicando los artículos que querían. La mayoría de los alimentos y mercancías no se presentaban en envases de tamaño individual para el consumidor, por lo que un ayudante medía y envolvía la cantidad exacta solicitada por el consumidor. Esto ofrecía oportunidades para la interacción social: muchos consideraban este estilo de compra como "una ocasión social" y a menudo "hacían una pausa para conversar con el personal o con otros clientes". Estas prácticas eran, por naturaleza, lentas y tenían una alta intensidad de mano de obra y, por lo tanto, también bastante caras. El número de clientes que podían ser atendidos a la vez estaba limitado por el número de personal empleado en la tienda. La compra de comestibles también implicaba a menudo viajes a múltiples tiendas especializadas, como una verdulería, una carnicería, una panadería, una pescadería y una tienda de productos secos, además de un almacén general. La leche y otros artículos de corta vida útil eran entregados por un lechero.
El concepto de un mercado de alimentos barato que se basa en las economías de escala fue desarrollado por Vincent Astor. Fundó el Mercado Astor en 1915, invirtiendo 750.000 dólares de su fortuna en una esquina de 165′ por 125′ (50×38 metros) de la 95 y Broadway, Manhattan, creando, en efecto, un minicentro comercial al aire libre que vendía carne, fruta, productos y flores. La expectativa era que los clientes vinieran desde grandes distancias ("millas a la redonda"), pero al final, incluso atraer a la gente desde diez manzanas de distancia fue difícil, y el mercado cerró en 1917.
El concepto de tienda de comestibles de autoservicio fue desarrollado por el empresario Clarence Saunders y sus tiendas Piggly Wiggly, la primera de las cuales abrió en 1916. Saunders obtuvo varias patentes por las ideas que incorporó a sus tiendas. Las tiendas fueron un éxito financiero y Saunders comenzó a ofrecer franquicias.
The Great Atlantic & Pacific Tea Company, fundada en 1859, fue otra de las primeras cadenas de tiendas de comestibles de éxito en Canadá y Estados Unidos, y se hizo común en las ciudades norteamericanas en la década de 1920. Las primeras tiendas de comestibles de autoservicio no vendían carne ni productos frescos. En la década de 1920 se crearon tiendas combinadas que vendían productos perecederos.
La tendencia general desde entonces ha sido abastecer las estanterías por la noche para que los clientes, al día siguiente, puedan obtener sus propios productos y llevarlos a la parte delantera de la tienda para pagarlos. Aunque existe un mayor riesgo de robo en las tiendas, los costes de las medidas de seguridad adecuadas se ven compensados, en el mejor de los casos, por la reducción de los costes laborales.
Históricamente, ha habido un debate sobre el origen del supermercado, con King Kullen y Ralphs de California teniendo fuertes reclamos. Otros contendientes fueron Weingarten's y Henke & Pillot. Para acabar con el debate, el Food Marketing Institute junto con la Smithsonian Institution y con la financiación de H.J. Heinz, investigaron la cuestión. Definieron los atributos de un supermercado como "autoservicio, departamentos de productos separados, precios de descuento, marketing y venta por volumen".
Determinaron que el primer supermercado de verdad en Estados Unidos lo abrió un antiguo empleado de Kroger, Michael J. Cullen, el 4 de agosto de 1930, dentro de un antiguo garaje de 560 m2 en Jamaica, Queens en la ciudad de Nueva York. La tienda, King Kullen, funcionaba bajo el eslogan "acopia mucho. Véndelo barato". En el momento de la muerte de Cullen, en 1936, había diecisiete tiendas King Kullen en funcionamiento. Aunque Saunders había traído al mundo el autoservicio, las tiendas uniformes y la comercialización a escala nacional, Cullen se basó en esta idea añadiendo departamentos de alimentación separados, vendiendo grandes volúmenes de alimentos a precios reducidos y añadiendo un aparcamiento.
Otras cadenas de supermercados estadounidenses establecidas en la década de 1930, como Kroger y Safeway Inc. se resistieron al principio a la idea de Cullen, pero finalmente se vieron obligadas a construir sus propios supermercados cuando la economía se hundió en la Gran Depresión, mientras los consumidores se volvían sensibles a los precios a un nivel nunca antes experimentado. Kroger llevó la idea un paso más allá y fue pionero en el primer supermercado rodeado por los cuatro costados por un aparcamiento.
A medida que las grandes cadenas de supermercados empezaron a dominar el mercado en Estados Unidos, capaces de abastecer a los consumidores con los deseados precios más bajos en contraposición a los puestos más pequeños "mom and pop", con unos gastos generales considerablemente más elevados, la reacción de esta alteración de la infraestructura se manifestó a través de numerosas campañas contra las cadenas. La idea del "monopsonio", propuesta por la economista de Cambridge Joan Robinson en 1933, según la cual un solo comprador podría superar el poder del mercado de múltiples vendedores, se convirtió en un fuerte recurso retórico contra las cadenas. Con la reacción del público llegó la presión política para igualar las condiciones de los vendedores más pequeños que carecían del lujo de las economías de escala. En 1936, se puso en marcha la Ley Robinson-Patman como forma de impedir que esas cadenas más grandes utilizaran este poder de compra para obtener ventajas sobre las tiendas más pequeñas, aunque la ley no se aplicó bien y no tuvo mucho impacto en la prevención del poder de las cadenas más grandes en los mercados.
Los supermercados proliferaron en Canadá y Estados Unidos con el aumento de la propiedad de automóviles y el desarrollo suburbano después de la Segunda Guerra Mundial. La mayoría de los supermercados norteamericanos están ubicados en centros comerciales suburbanos como tienda principal junto con otros minoristas más pequeños. Por lo general, su marca es más regional que nacional. Kroger es quizás la cadena de supermercados más orientada al mercado nacional en los Estados Unidos, pero ha conservado la mayoría de sus marcas regionales, incluyendo Ralphs, City Market, King Soopers, Fry's, Smith's, y QFC.[cita requerida]
En Canadá, la mayor empresa de este tipo es Loblaw, que opera tiendas bajo una variedad de banderas dirigidas a diferentes segmentos y regiones, incluyendo Fortinos, Zehrs, No Frills, el Real Canadian Superstore, y Loblaws, la fundación de la empresa. Sobeys es el segundo supermercado más grande de Canadá, con establecimientos en todo el país, que operan bajo muchas banderas (Sobeys IGA en Quebec). El primer supermercado de Quebec se inauguró en 1934 en Montreal, bajo el nombre de Steinberg's.
En el Reino Unido, el autoservicio tardó más en establecerse. Incluso en 1947, sólo había diez tiendas de autoservicio en el país. En 1951, el ex marino estadounidense Patrick Galvani, yerno del presidente de Express Dairies, propuso a la junta directiva abrir una cadena de supermercados en todo el país. El primer supermercado del Reino Unido bajo la nueva marca Premier Supermarkets abrió en Streatham, South London, llevándose diez veces más a la semana que la media de los almacenes británicos de la época. Otras cadenas se pusieron al día, y después de que Galvani perdiera frente a Jack Cohen en 1960 para comprar la cadena de 212 Irwin's, el sector sufrió una gran consolidación, lo que dio lugar a "las cuatro grandes" dominantes en el Reino Unido de hoy: Tesco, Asda, Sainsbury's y Morrisons.
En los años 50, los supermercados solían emitir sellos comerciales como incentivos para los clientes. En la actualidad, la mayoría de las cadenas emiten "tarjetas de socio", "tarjetas de club" o "tarjetas de fidelidad" específicas para cada tienda. Estas tarjetas suelen permitir al titular recibir descuentos especiales para miembros en determinados artículos cuando se escanea el dispositivo similar a una tarjeta de crédito en la caja. La venta de datos seleccionados generados por las tarjetas de club se está convirtiendo en una importante fuente de ingresos para algunos supermercados.
En muchos países, los supermercados tradicionales se enfrentan a la intensa competencia de discounter como Wal-Mart, Aldi y Lidl, que normalmente no están sindicados y operan con mayor poder de compra. También existe la competencia de los clubes de almacenes como Costco que ofrecen ahorros a los clientes que compran en grandes cantidades. Las Supertiendas, como las de Wal-Mart y Asda, suelen ofrecer una amplia gama de bienes y servicios además de alimentos. En Australia, Aldi, Woolworths y Coles son los principales actores del sector, con una fuerte competencia entre los tres. El aumento de la cuota de mercado de Aldi ha obligado a los otros dos a recortar los precios y aumentar sus gamas de productos de marca blanca. La proliferación de estos almacenes y supertiendas ha contribuido a la continua desaparición de las tiendas de comestibles locales más pequeñas; el aumento de la dependencia del automóvil; sobreexpansión urbana debido a la necesidad de grandes espacios y al aumento del tráfico de vehículos. Por ejemplo, en 2009, el 51% de los 251.000 millones de dólares de ventas nacionales de Wal-Mart correspondieron a productos de alimentación. Algunos críticos consideran que la práctica habitual de las cadenas de vender productos a pérdida es anticompetitiva. También desconfían del poder de negociación que tienen las grandes, y a menudo multinacionales, con los proveedores de todo el mundo.

### Supermercados sólo en línea (sigloXXI)
Durante el boom de las puntocom, se creó Webvan, un supermercado solo en Internet, que quebró a los tres años y fue adquirido por Amazon. El supermercado en Internet británico Ocado, que utiliza un alto grado de automatización en sus almacenes, fue el primer supermercado de éxito exclusivamente en línea. Ocado se expandió para prestar servicios a otras firmas de supermercados como Waitrose y Morrisons.
Tiendas de comestibles como Walmart emplean servicios de entrega de alimentos ofrecidos por terceros como DoorDash. Otros servicios de entrega de alimentos en línea, como Deliveroo en el Reino Unido, han comenzado a prestar atención específica a la entrega en supermercados.
Robots autónomos de entrega son ofrecidos por varias empresas que se asocian con los supermercados.
Los centros de microcumplimiento (MFC) son almacenes relativamente pequeños con sofisticados sistemas automatizados de estanterías y cajas que preparan los pedidos para su recogida y entrega. Una vez completado el pedido, el cliente lo recogerá (es decir, "click-and-collect") o lo hará llegar a casa. Los supermercados están invirtiendo en centros de microcumplimiento con la esperanza de que la automatización pueda ayudar a reducir los costes del comercio en línea y del ecommerce acortando las distancias de la tienda al hogar y acelerando las entregas. En resumen, muchos dicen que los MFC son la clave para cumplir con los pedidos en línea de manera rentable.

## Funcionamiento

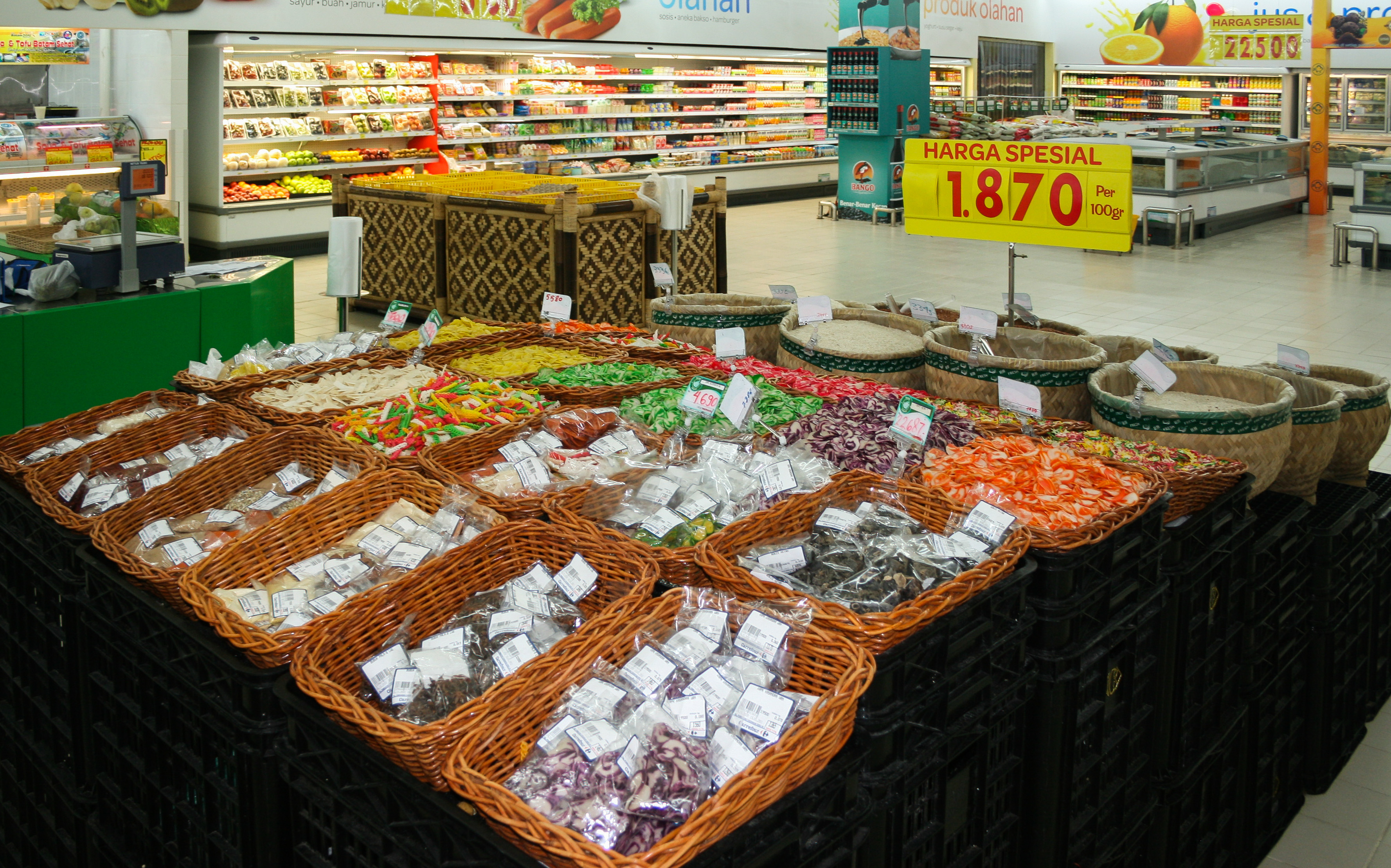
Sección de especias en un supermercado de Indonesia.

Los clientes que entran a un supermercado generalmente lo recorren con un carrito o cesta, en el cual van guardando los productos que desean comprar. Los productos están distribuidos por secciones: aseo, alimentos frescos, alimentos congelados, bebidas, básicos del hogar, cuidado personal, etc. Estas a su vez se organizan en pasillos clasificados por su naturaleza (galletas, cereales, frutas, carnes, etc). El cliente realiza el pago en cajas que se encuentran situadas generalmente en las salidas del establecimiento.
La distribución de secciones es muy similar en todos los supermercados. La intención es que el cliente describa el recorrido más amplio posible por lo que los productos de primera necesidad se colocan en diferentes puntos del mismo y, generalmente, alejados de la entrada: carne, pescado, frutas y legumbres, juguetería, pan, leche, agua, etc. 
Los muebles con estantes donde se exponen los productos se denominan góndolas y su lateral, cabecera de góndola. Por su parte, los productos congelados y lácteos se exponen en arcones frigoríficos. La parte del marketing que se ocupa de las técnicas de optimización de venta de productos en una superficie de autoservicio se denomina merchandising.
Para evitar robos de mercancías por parte de clientes inescrupulosos, los supermercados tienen un sistema de seguridad mediante espejos y cámaras, que vigilan hasta el rincón más recóndito que ningún cliente pueda esconder disimuladamente dentro de sus ropas algún producto (con el fin de no pagarlo en la caja) sin ser pillado. Para reforzar la seguridad contra robos se les exige a los clientes que, inmediatamente después de entrar al supermercado, dejen sus carteras, mochilas o bolsos en un estante de retención junto a la puerta de entrada.
En los últimos años han proliferado la aparición del supermercado en línea, que se diferencia del tradicional por no tener tiendas y disponer de una operación 100% en línea.